# Composition des équipes féminines de hockey sur gazon aux Jeux sud-américains de 2022
Cet article répertorie les équipes du tournoi masculin aux Jeux sud-américains de 2022, qui se tiendront à Asuncion, au Paraguay du 4 au 12 octobre 2022.

## Paraguay
La composition suivante du Paraguay pour les Jeux sud-américains de 2022.
Entraîneur :  Gonzalo Ferrer
| Numéro | Joueur                | Date de naissance | Âge | Sélections |
| ------ | --------------------- | ----------------- | --- | ---------- |
| 1      | Sofía Caballero (GB)  | 8 février 2005    | 17  | 0          |
| 3      | Victoria Penayo       | 3 janvier 2003    | 19  | 5          |
| 4      | Lilian Acuna          | 10 avril 1998     | 24  | 23         |
| 5      | María Catebra         | 7 juillet 1995    | 27  | 60         |
| 6      | Andrea Cardozo        | 26 novembre 1995  | 26  | 41         |
| 7      | Gianinna Zambrini (C) | 14 juin 1995      | 27  | 48         |
| 8      | Carolina Cacace       | 17 janvier 1997   | 25  | 47         |
| 9      | Agustina Sanchez      | 1er novembre 2001 | 20  | 19         |
| 10     | Veronica Roa          | 3 juillet 2003    | 19  | 15         |
| 11     | Rosa Fernández        | 15 novembre 1988  | 33  | 8          |
| 12     | Yanina López (GB)     | 23 novembre 1994  | 27  | 17         |
| 13     | Micaela Gómez         | 8 février 1997    | 25  | 19         |
| 14     | Ana Samudio           | 8 février 2000    | 22  | 19         |
| 15     | Pamela Benitez        | 18 décembre 2002  | 19  | 10         |
| 16     | Alejandra González    | 16 janvier 2003   | 19  | 5          |
| 17     | Larissa Barreto       | 5 septembre 1992  | 30  | 0          |
| 18     | Paula Pistilli        | 18 juillet 2005   | 17  | 3          |
| 19     | Lorena Ruiz           | 20 janvier 1993   | 29  | 53         |

## Argentine
La composition suivante de l'Argentine pour les Jeux sud-américains de 2022.
Entraîneur :  Fernando Ferrara
| Numéro | Joueur               | Date de naissance | Âge | Sélections |
| ------ | -------------------- | ----------------- | --- | ---------- |
| 2      | Sofía Toccalino      | 20 mars 1997      | 25  | 127        |
| 6      | María Forcherio      | 16 février 1995   | 27  | 23         |
| 14     | Clara Barberi (GB)   | 19 avril 1992     | 30  | 6          |
| 15     | Ana Dodorico (GB)    | 6 janvier 2000    | 22  | 0          |
| 17     | Rocío Sánchez (C)    | 2 août 1988       | 34  | 281        |
| 20     | Sofía Cairo          | 8 octobre 2002    | 19  | 5          |
| 22     | Eugenia Trinchinetti | 17 juillet 1997   | 25  | 137        |
| 30     | Martina Triñanes     | 26 mars 1996      | 26  | 4          |
| 31     | Valentina Marcucci   | 21 février 1998   | 24  | 16         |
| 33     | Gianella Palet       | 5 juillet 2001    | 21  | 0          |
| 34     | Lucía Sanguinetti    | 30 octobre 1995   | 26  | 0          |
| 37     | Ines Delpech         | 27 août 1994      | 28  | 0          |
| 38     | María Cerundolo      | 19 juin 2000      | 22  | 7          |
| 39     | Delfina Thome        | 10 septembre 1996 | 26  | 30         |
| 42     | María Adorno         | 21 février 2000   | 22  | 0          |
| 43     | Sol Pagella          | 26 février 2002   | 20  | 0          |
| 44     | María Lombardo       | 10 mars 1999      | 23  | 6          |
| 45     | Catalina Andrade     | 7 février 2002    | 20  | 0          |

## Chili
La composition suivante du Chili pour les Jeux sud-américains de 2022.
Entraîneur:  Sergio Vigil
| Numéro | Joueur                | Date de naissance | Âge | Sélections |
| ------ | --------------------- | ----------------- | --- | ---------- |
| 2      | Doménica Ananías      | 18 août 1998      | 24  | 40         |
| 3      | Fernanda Villagrán    | 12 août 1997      | 25  | 81         |
| 6      | Fernanda Flores       | 14 septembre 1993 | 29  | 180        |
| 7      | Sofía Filipek         | 9 août 1994       | 28  | 151        |
| 9      | Kim Jacob             | 5 août 1996       | 26  | 70         |
| 10     | Manuela Urroz         | 24 septembre 1991 | 31  | 212        |
| 11     | Josefa Salas          | 9 octobre 1995    | 26  | 79         |
| 12     | Beatriz Wirth (GB)    | 20 avril 1992     | 30  | 35         |
| 13     | Camila Caram (C)      | 22 avril 1989     | 33  | 248        |
| 14     | Francisca Tala        | 20 octobre 1994   | 27  | 133        |
| 15     | Mariana Lagos         | 29 août 1992      | 30  | 89         |
| 19     | Agustina Solano       | 5 avril 1995      | 27  | 70         |
| 20     | Francisca Parra       | 6 octobre 1999    | 22  | 38         |
| 22     | Paula Valdivia        | 5 juin 1997       | 25  | 43         |
| 25     | María Maldonado       | 13 août 1997      | 25  | 73         |
| 26     | Fernanda Arrieta      | 27 janvier 2001   | 21  | 21         |
| 28     | Natalia Salvador (GB) | 28 septembre 1993 | 29  | 59         |
| 30     | Josefina Khamis       | 26 septembre 1993 | 29  | 6          |

## Uruguay
La composition suivante de l'Uruguay pour les Jeux sud-américains de 2022.
Entraîneur :  Nicolás Tixe
| Numéro | Joueur                    | Date de naissance | Âge | Sélections |
| ------ | ------------------------- | ----------------- | --- | ---------- |
| 1      | Victoria Mayol (GB)       | 15 septembre 1999 | 23  | 0          |
| 2      | Florencia Penalba         | 9 septembre 1999  | 23  | 7          |
| 6      | Agustina Taborda          | 27 décembre 1994  | 27  | 40         |
| 7      | Constanza Barrandeguy (C) | 7 avril 1996      | 26  | 50         |
| 8      | Cecilia Leon              | 2 juin 1999       | 23  | 3          |
| 9      | Milagros Algorta          | 11 avril 1997     | 25  | 38         |
| 10     | Manuela Vilar (C)         | 25 mars 1994      | 28  | 82         |
| 11     | Sol Amadeo                | 30 mai 1996       | 26  | 26         |
| 12     | Agustina Alles            | 11 novembre 1997  | 24  | 0          |
| 13     | Lupe Curutchague          | 5 juin 2003       | 19  | 0          |
| 14     | Magdalena Gómez           | 14 février 1996   | 26  | 9          |
| 15     | Jimena García             | 27 juillet 1999   | 23  | 24         |
| 17     | Teresa Viana (C)          | 26 mars 1993      | 29  | 49         |
| 18     | Paula Carvalho            | 7 août 1992       | 30  | 27         |
| 19     | María Barreiro            | 8 décembre 1999   | 22  | 5          |
| 20     | Manuela Vidal             | 20 mars 2001      | 21  | 0          |
| 28     | Kaisuami Dall'Orso        | 1er juin 1993     | 29  | 64         |
| 32     | María Bate (GB)           | 11 juillet 2000   | 22  | 4          |

## Pérou
La composition suivante du Pérou pour les Jeux sud-américains de 2022.
Entraîneur :  Patricio Martínez
| Numéro | Joueur               | Date de naissance | Âge | Sélections |
| ------ | -------------------- | ----------------- | --- | ---------- |
| 1      | Xiomara Bellina (GB) | 23 février 2002   | 20  | 5          |
| 3      | Solange Alonso       | 2 février 2001    | 21  | 19         |
| 4      | Samar Mubarak        | 26 août 2005      | 17  | 1          |
| 5      | Gretell Mejía        | 28 janvier 1994   | 28  | 26         |
| 6      | Alexandra Castro     | 22 août 2000      | 22  | 6          |
| 7      | Marina Montes        | 2 avril 1991      | 31  | 22         |
| 8      | Jasmin Werner        | 13 avril 2000     | 22  | 0          |
| 9      | Daniela Ramirez      | 9 janvier 1999    | 23  | 26         |
| 10     | Ana Moccagatta       | 17 juin 1997      | 25  | 32         |
| 11     | Camila Mendez (C)    | 30 juin 1997      | 25  | 39         |
| 12     | Paloma Larrañaga     | 26 août 2004      | 18  | 8          |
| 13     | María Jiménez        | 23 juin 2000      | 22  | 12         |
| 14     | María Romero         | 6 janvier 1996    | 16  | 0          |
| 15     | Victoria Montes      | 24 février 1996   | 26  | 21         |
| 16     | Fabiana Arnao        | 21 mai 2003       | 19  | 6          |
| 18     | Renata Sangio        | 6 février 2003    | 19  | 5          |